# Liste der Baudenkmale in Ohrum
In der Liste der Baudenkmale in Ohrum sind die Baudenkmale der niedersächsischen Gemeinde Ohrum und ihrer Ortsteile aufgelistet. Der Stand der Liste ist der 1. Februar 2021. Die Quelle der Baudenkmale ist der Denkmalatlas Niedersachsen.

## Allgemein
In den Spalten befinden sich folgende Informationen:
- Lage: die Adresse des Baudenkmales und die geographischen Koordinaten. Kartenansicht, um Koordinaten zu setzen. In der Kartenansicht sind Baudenkmale ohne Koordinaten mit einem roten Marker dargestellt und können in der Karte gesetzt werden. Baudenkmale ohne Bild sind mit einem blauen Marker gekennzeichnet, Baudenkmale mit Bild mit einem grünen Marker.
- Bezeichnung: Bezeichnung des Baudenkmales
- Beschreibung: die Beschreibung des Baudenkmales. Unter § 3 Abs. 2 NDSchG werden Einzeldenkmale und unter § 3 Abs. 3 NDSchG Gruppen baulicher Anlagen und deren Bestandteile ausgewiesen.
- ID: die Objekt-ID des Baudenkmales
- Bild: ein Bild des Baudenkmales, ggf. zusätzlich mit einem Link zu weiteren Fotos des Baudenkmals im Medienarchiv Wikimedia Commons. Wenn man auf das Kamerasymbol klickt, können Fotos zu Baudenkmalen aus dieser Liste hochgeladen werden:

## Ohrum

### Gruppe: Gutsanlage Harzstraße 28
Die Gruppe „Gutsanlage Harzstraße 28“ hat die ID 33967702.

| Lage                                      | Bezeichnung        | Beschreibung | ID       | Bild |
| ----------------------------------------- | ------------------ | ------------ | -------- | ---- |
| Harzstraße 28 52° 7′ 12″ N, 10° 33′ 46″ O | Wohnhaus           |              | 34098592 | BW   |
| Harzstraße 28 52° 7′ 11″ N, 10° 33′ 46″ O | Park               |              | 34098817 | BW   |
| Harzstraße 28 52° 7′ 12″ N, 10° 33′ 44″ O | Wirtschaftsgebäude | Gut Ohrum    | 34098668 | BW   |
| Harzstraße 27 52° 7′ 11″ N, 10° 33′ 47″ O | Wohnhaus           |              | 34098643 | BW   |

### Gruppe: Kriegergedenkstätte Ohrum
Die Gruppe „Kriegergedenkstätte Ohrum“ hat die ID 33967686.

| Lage                                  | Bezeichnung   | Beschreibung | ID       | Bild |
| ------------------------------------- | ------------- | ------------ | -------- | ---- |
| Harzstraße 52° 7′ 5″ N, 10° 33′ 49″ O | Denkmalanlage |              | 34098475 | BW   |

### Einzelbaudenkmale
| Lage                                      | Bezeichnung              | Beschreibung | ID       | Bild |
| ----------------------------------------- | ------------------------ | ------------ | -------- | ---- |
| Harzstraße 29 52° 7′ 14″ N, 10° 33′ 46″ O | Wohnhaus                 |              | 34098693 | BW   |
| Harzstraße 7 52° 7′ 15″ N, 10° 33′ 48″ O  | Wohnhaus                 |              | 34098497 | BW   |
| Lindengasse 2 52° 7′ 15″ N, 10° 33′ 52″ O | Wohn-/Wirtschaftsgebäude |              | 34098767 | BW   |
| Okerstraße 2 52° 7′ 13″ N, 10° 33′ 54″ O  | Wohnhaus                 |              | 34098792 | BW   |
| Harzstraße 10 52° 7′ 11″ N, 10° 33′ 49″ O | Wohnhaus                 |              | 34098519 | BW   |
| Harzstraße 11 52° 7′ 10″ N, 10° 33′ 50″ O | Wohnhaus                 |              | 34098544 | BW   |
| Kirchgasse 52° 7′ 10″ N, 10° 33′ 53″ O    | Kirche                   |              | 34098718 | BW   |
| Harzstraße 18 52° 7′ 2″ N, 10° 33′ 50″ O  | Wohnhaus                 |              | 34098568 | BW   |